# Maik Franz
Maik Franz (nacido el 5 de agosto de 1981 en Merseburg, en la región de Sajonia-Anhalt, Alemania) es un exfutbolista alemán que jugaba como defensa.

## Clubes
| Club                | País     | Año       |
| ------------------- | -------- | --------- |
| 1. FC Magdeburg     | Alemania | 1999-2001 |
| VfL Wolfsburgo      | Alemania | 2001-2006 |
| Karlsruher SC       | Alemania | 2006-2009 |
| Eintracht Frankfurt | Alemania | 2009-2011 |
| Hertha Berlín       | Alemania | 2011-2014 |
| Hertha Berlín II    | Alemania | 2014      |